# Габдрахимов, Габдессалям
Габдесаллям Габдрахи́мов (Абдуссалям бин Абдуррахим бин Абдуррахаман бин Мухаммед, тат. Габдессәлам бине Габдеррәхим бине Габдеррахман бине Мөхәммәт, Габдессәлам Габдеррәхимов; 1765, Абдрахманово, Оренбургская губерния — 31 января 1840, Балыклыкуль, Оренбургская губерния) — исламский религиозный деятель, второй муфтий ОМДС в 1825-40 гг.

## Биография
Родился в семье тептярей. Высшее духовное образование получил в медресе первого прихода Казани у Ибрагима Худжаши и медресе Каргалы (Сеитовский посад) Оренбургского уезда.

### Деятельность в Оренбурге
17 октября 1799 г. Оренбургское Губернское Правление утвердило Габдессаляма Габдрахимова в должности городового муллы без мечети. В 1802 г. за преждевременное проведение праздничного богослужения, знаменующего начало священного месяца Рамадан, был отстранён от должности муфтием Мухаммеджаном Хусаиновым. 14 августа 1805 г. по просьбе хана Малого жуза и Оренбургского правления восстановлен в должности с присвоением звания ахуна и мударриса.
В 1799 году Габдессалям Габдрахимов открыл в собственном доме мусульманское училище, где в 1810 году обучались дети из числа проживающих в Оренбурге татар, бухарцев, хивинцев и ташкентцев. На воспитание к нему посылали своих детей и казахские старшины, что способствовало его тесному сближению с национальной элитой, установлению между ними доверительных и теплых отношений.
В 1823—1824 член комиссии по решению ордынских дел под председательством хана Ширгазы Айчувакова. Занимался приводом мусульман к присяге на верность службы, увещеванием преступников, а также переводом дипломатической переписки в Оренбургской пограничной комиссии с арабского и персидского языков на татарский.
В 1824 году по просьбе ахуна Габдессаляма Габдрахимова был проведен текущий ремонт городской соборной мечети.

### Деятельность в должности председателя ОМДС
После смерти М. Хусаинова по предложению оренбургского губернатора П. К. Эссена Габдессалям Габдрахимов рекомендован на высшую духовную должность. 30 сентября 1825 года указом императора Александра I он утверждается в должности муфтия. 15 февраля 1826 года Габдрахимов приносит присягу и вводится в присутствие ОМДС.
Деятельность Габдессалям Габдрахимов на посту муфтия ОМДС была плодотворной. В 1827 году он инициирует постройку первой соборной мечети в Уфе. В 1831 году поднимается вопрос о строительстве отдельной резиденции ОМДС. Способствовал обучению башкир и тептярей на медицинском факультете Казанского университета. Габдрахимов боролся против пьянства среди мусульман, а также таких народных праздников, как сабантуй и джиен.
Похоронен на мусульманском кладбище Уфы.

## Награды и поощрения
- 16 августа 1806 г. — за заслуги перед Российским государством назначено 150 руб. вознаграждения в год.
- 1814 г. — награждён золотой медалью, к прежнему жалованью добавлено 80 руб.
- 1817 г. — был освобожден от всех выплат в казну, к прежнему жалованью добавили ещё 70 руб. Первая соборная мечеть Уфы была построена по ходатайству Габдрахимова в 1830 году

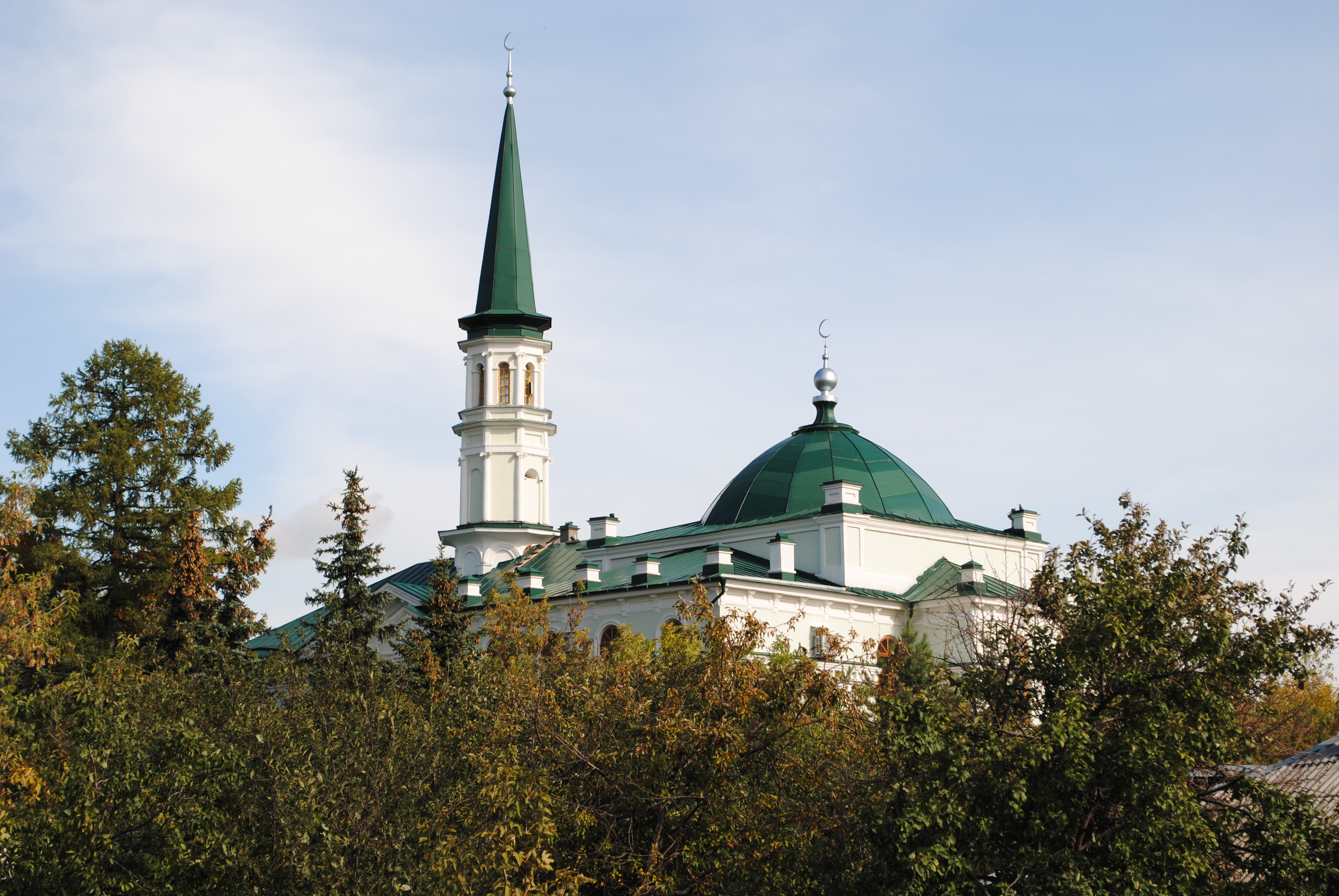
Первая соборная мечеть Уфы была построена по ходатайству Габдрахимова в 1830 году

- 1820 г. — по просьбе оренбургского генерал-губернатора Эссена одарен 100 руб.
- 28 апреля 1824 г. — за добросовестную деятельность при казахском хане Ширгази бин Айчуак бин Нургали хан награждён золотыми часами стоимостью 500 руб.
- 7 мая 1826 г. — получил 4 000 руб. для покупки дома.

## Семья
- Первая жена — Марфуга из д. Тайсуганово, дочь Абдуррахмана бин Туймухаммеда.
- Вторая жена — Фархибану, дочь Рахматуллы.
- Дети — Абдуррауф, Ахмади, Гиниятулла, Бибибадарсафа, Бибимахиджихан, Бибисарвиджихан, Бибифахриджихан.

Абдуррауф служил имамом в Первой каменной соборной мечети, впоследствии ахун. Преподавал кадетам-мусульманам кадетского корпуса учение ислама, за что получал 500 руб. в год. 17 июня 1830 г. вместе с братом Гиниятуллой получил вольную грамоту. В 1843 г. был освобожден от должностей имам и ахуна. Умер в 1881 г., похоронен в Оренбурге.